# Nicolas Menchikoff
Nicolas Menchikoff est un géologue franco-russe (Moscou, 22 novembre 1900 - Paris 16e, 7 juin 1992). À son jeune âge et après le départ du Père Teilhard il a assuré des répétitions de géologie à l'Institut catholique. Il décrit, quelques années après Conrad Kilian des structures favorables à la formation des magasins[Quoi ?].
Il a créé en 1942 le Centre de recherche sahariennes dont il a été directeur.

## Ouvrages
- Recherches géologiques et morphologiques dans le nord du Sahara occidental[3].
- La Géologie du Sahara[4].
- Les Chaînes d'Ougarta et la Saoura[5].